# کیشچیننه
کیشچیننه (به لهستانی:  Kiścinne) یک روستا در لهستان است که در گمینا چوسنوو واقع شده‌است.
 کیشچیننه  ۱۰۰ نفر جمعیت دارد.